# DTM seizoen 2011
Het DTM seizoen 2011 is het twaalfde seizoen van de Deutsche Tourenwagen Masters, na de hervatting van het kampioenschap in 2000. Martin Tomczyk werd dankzij een derde plaats in de voorlaatste ronde van het kampioenschap kampioen.

## Teams en coureurs
| Merk          | Auto                       | Team               | Nr. | Coureur              | Ronden      |
| ------------- | -------------------------- | ------------------ | --- | -------------------- | ----------- |
| Mercedes-Benz | AMG-Mercedes C-Klasse 2009 | HWA Team           | 2   | Gary Paffett         | Alle *      |
| Mercedes-Benz | AMG-Mercedes C-Klasse 2009 | HWA Team           | 3   | Bruno Spengler       | Alle *      |
| Mercedes-Benz | AMG-Mercedes C-Klasse 2009 | HWA Team           | 6   | Ralf Schumacher      | Alle *      |
| Mercedes-Benz | AMG-Mercedes C-Klasse 2009 | HWA Team           | 7   | Jamie Green          | Alle *      |
| Mercedes-Benz | AMG-Mercedes C-Klasse 2008 | Persson Motorsport | 10  | Susie Wolff**        | Alle *      |
| Mercedes-Benz | AMG-Mercedes C-Klasse 2008 | Persson Motorsport | 11  | Christian Vietoris   | Alle *      |
| Mercedes-Benz | AMG-Mercedes C-Klasse 2008 | Persson Motorsport | 20  | Renger van der Zande | Alle *      |
| Mercedes-Benz | AMG-Mercedes C-Klasse 2008 | Mücke Motorsport   | 16  | Maro Engel           | Alle *      |
| Mercedes-Benz | AMG-Mercedes C-Klasse 2008 | Mücke Motorsport   | 17  | David Coulthard      | Alle *      |
| Audi          | Audi A4 DTM 2009           | Abt Sportsline     | 4   | Timo Scheider        | Alle *      |
| Audi          | Audi A4 DTM 2009           | Abt Sportsline     | 5   | Oliver Jarvis        | Alle *      |
| Audi          | Audi A4 DTM 2009           | Abt Sportsline     | 8   | Mattias Ekström      | Alle *      |
| Audi          | Audi A4 DTM 2009           | Abt Sportsline     | 9   | Mike Rockenfeller    | 1-3, 5-10 * |
| Audi          | Audi A4 DTM 2009           | Abt Sportsline     | 9   | Tom Kristensen***    | 4           |
| Audi          | Audi A4 DTM 2008           | Abt Sportsline     | 22  | Miguel Molina        | Alle *      |
| Audi          | Audi A4 DTM 2008           | Team Phoenix       | 14  | Martin Tomczyk       | Alle *      |
| Audi          | Audi A4 DTM 2008           | Team Phoenix       | 15  | Rahel Frey           | Alle *      |
| Audi          | Audi A4 DTM 2008           | Team Rosberg       | 18  | Filipe Albuquerque   | Alle *      |
| Audi          | Audi A4 DTM 2008           | Team Rosberg       | 19  | Edoardo Mortara      | Alle *      |

* Deze coureurs deden mee aan de niet-kampioenschapsronde in München.

** Susie Wolff reed onder haar meisjesnaam Susie Stoddart in alle ronden, behalve de seizoensfinale op Hockenheim.

*** Na zijn ongeluk in de 24 uur van Le Mans werd Mike Rockenfeller tijdelijk vervangen door Tom Kristensen.

## Kalender
| Ronde | Circuit                              | Datum        |
| ----- | ------------------------------------ | ------------ |
| 1     | Hockenheimring                       | 1 mei        |
| 2     | Circuit Park Zandvoort               | 15 mei       |
| 3     | Red Bull Ring                        | 5 juni       |
| 4     | EuroSpeedway Lausitz                 | 19 juni      |
| 5     | Norisring                            | 3 juli       |
| NC    | Showevenement Olympiastadion München | 17 juli      |
| 6     | Nürburgring                          | 7 augustus   |
| 7     | Brands Hatch                         | 4 september  |
| 8     | Motorsport Arena Oschersleben        | 18 september |
| 9     | Circuit Ricardo Tormo                | 2 oktober    |
| 10    | Hockenheimring                       | 23 oktober   |

## Resultaten

### Races
| Race | Circuit                              | Pole Position     | Snelste Ronde     | Winnaar           |
| ---- | ------------------------------------ | ----------------- | ----------------- | ----------------- |
| 1    | Hockenheimring                       | Bruno Spengler    | Bruno Spengler    | Bruno Spengler    |
| 2    | Circuit Park Zandvoort               | Bruno Spengler    | Mike Rockenfeller | Mike Rockenfeller |
| 3    | Red Bull Ring                        | Martin Tomczyk    | Bruno Spengler    | Martin Tomczyk    |
| 4    | Eurospeedway Lausitz                 | Bruno Spengler    | Timo Scheider     | Martin Tomczyk    |
| 5    | Norisring                            | Bruno Spengler    | Jamie Green       | Bruno Spengler    |
| NC   | Showevenement Olympiastadion München | Manches           | Manches           | Edoardo Mortara   |
| NC   | Showevenement Olympiastadion München | Knockout          | Knockout          | Bruno Spengler    |
| 6    | Nürburgring                          | Mattias Ekström   | David Coulthard   | Mattias Ekström   |
| 7    | Brands Hatch                         | Mike Rockenfeller | Martin Tomczyk    | Martin Tomczyk    |
| 8    | Motorsport Arena Oschersleben        | Miguel Molina     | Mattias Ekström   | Mattias Ekström   |
| 9    | Circuit Ricardo Tormo                | Mattias Ekström   | Timo Scheider     | Mattias Ekström   |
| 10   | Hockenheimring                       | Miguel Molina     | Jamie Green       | Jamie Green       |

2000 ·
2001 ·
2002 ·
2003 ·
2004 ·
2005 ·
2006 ·
2007 ·
2008 ·
2009 ·
2010 ·
2011 ·
2012 ·
2013 ·
2014 ·
2015 ·
2016 ·
2017 ·
2018 ·
2019 ·
2020 ·
2021 ·
2022 ·
2023 ·
2024 ·
2025

Lijst van coureurs